# Stylopoma velatum
Stylopoma velatum är en mossdjursart som beskrevs av Tilbrook 200. Stylopoma velatum ingår i släktet Stylopoma och familjen Schizoporellidae. Inga underarter finns listade i Catalogue of Life.